# Кенійський національний архів
Кенійський національний архів (англ. Kenya National Archives and Documentation Services) — державна установа Кенії, сховище документальної спадщини з історії Кенії.
Розташований в центральному діловому районі в центрі міста Найробі, уздовж Мой-Авеню поруч з готелем Ambassadeur.
Архів був створений в 1965 році. Містить 40000 томів. Був створений актом парламенту Кенії. Спочатку перебував на балансі адміністрації віце-президента і міністра внутрішніх справ, станом на 2014 рік — адміністрації віце-президента і Міністерства національної спадщини та культури Кенії (англ. Ministry of State for National Heritage and Culture). В архіві містяться зібрання предметів мистецтва та ремісництва, фотографії та тисячі документів, що розповідають про історію Кенії.

## Галерея Мурумбі
Галерея знаходиться на першому поверсі Кенійського національного архіву. Названа на честь Джозефа Мурумбі, який був другим віце-президентом Кенії. Це найбільша художня галерея в Африці, яка містить колекції стародавніх творів мистецтва з різних регіонів і громад Африки. Колекції були придбані урядом Кенії у Джозефа Мурумбі шляхом концесійної угоди.

## Директори
- Дерек Чармен (1963-)
- Натан Федха (1967-)
- Майна Кагомбе (1975—1980)
- Музіла Музембе (1980)

## Галерея

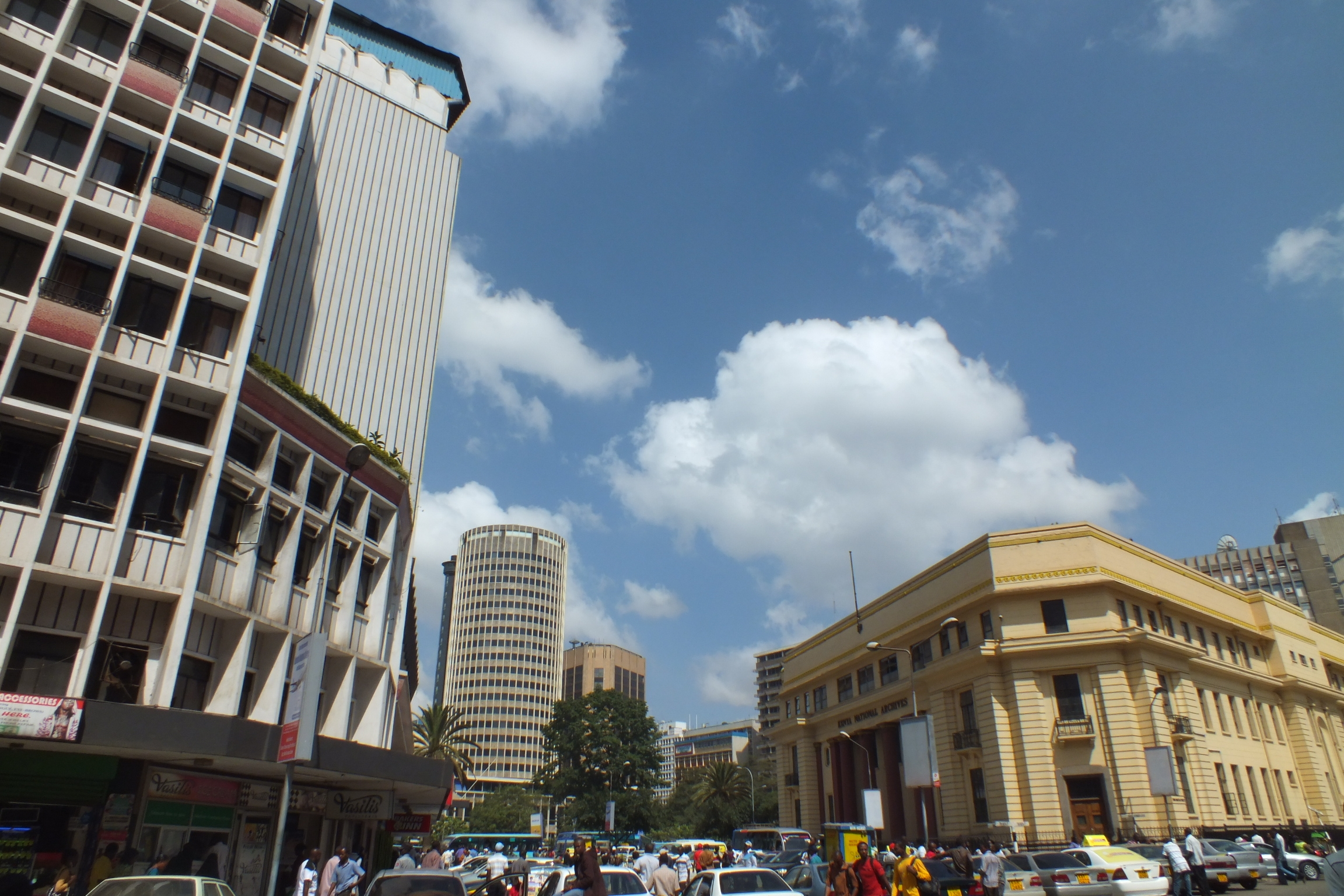
Вид у центрі Найробі, архів справа
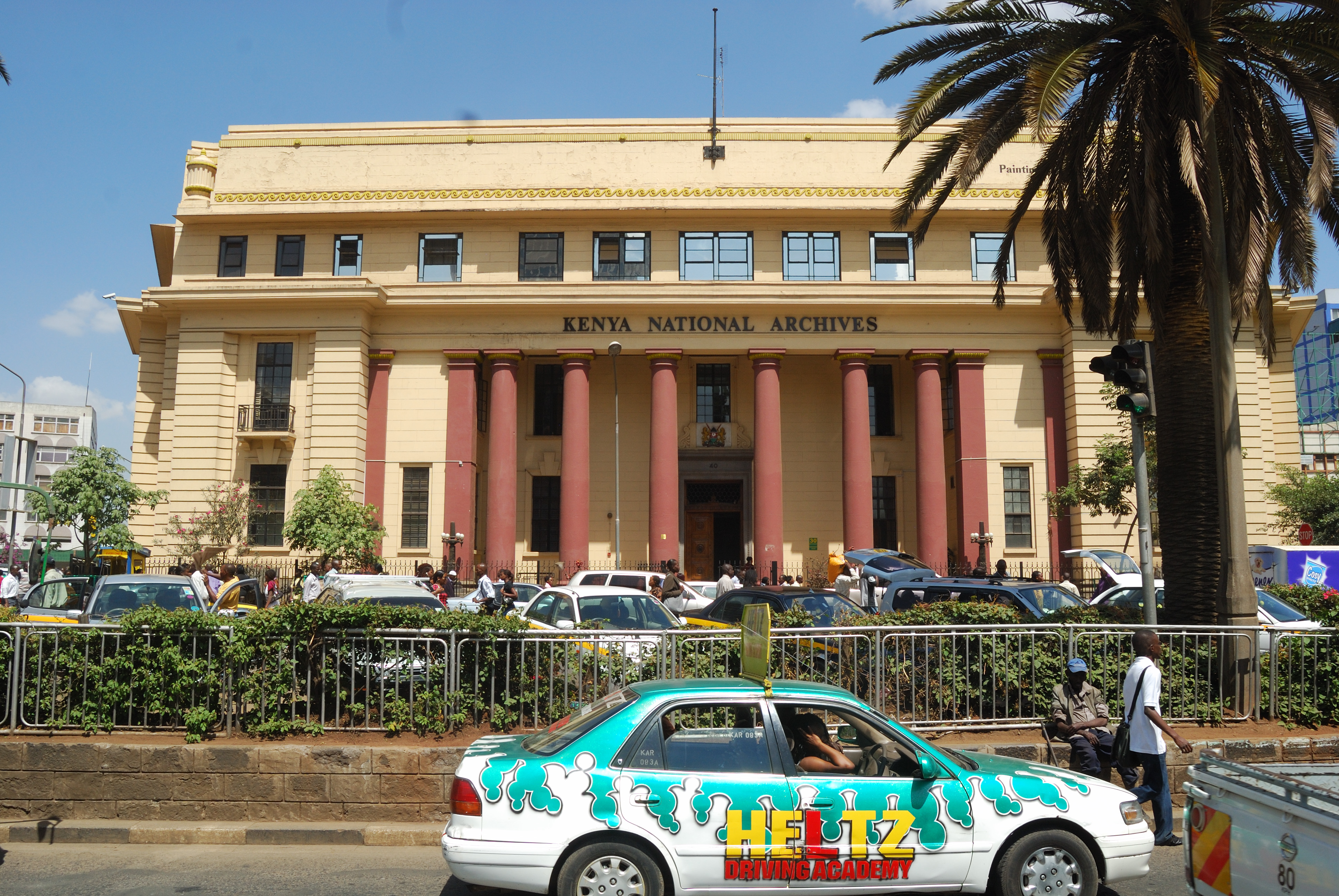
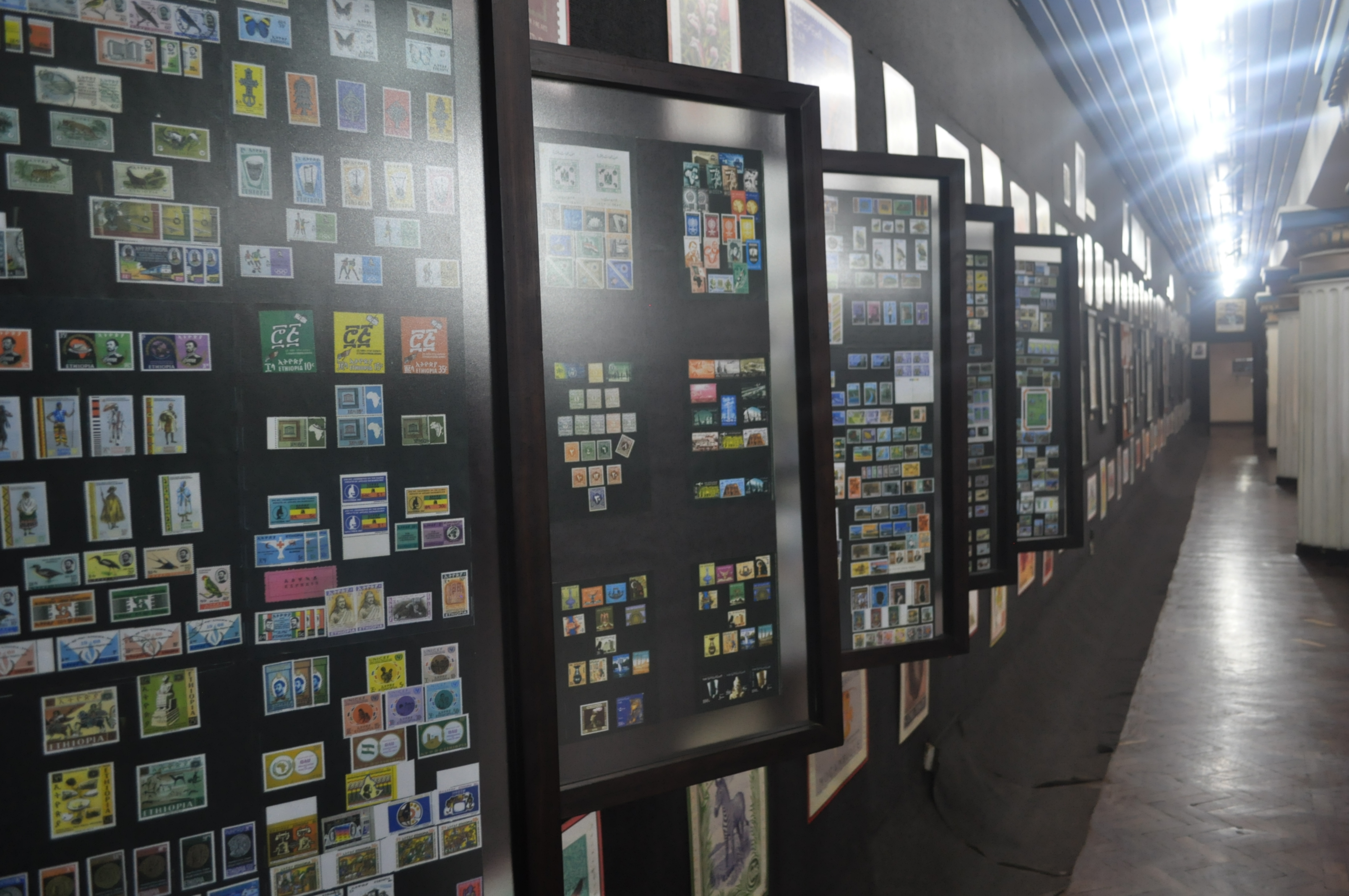
Колекція поштових марок Африки